# 埃姆雷·詹
埃姆雷·詹（土耳其語：Emre Can，1994年1月12日—），是一名土耳其裔德国足球运动员，曾效力英超球會利物浦。現效力德甲球隊多特蒙德，司职中场以及邊後衛。

## 球會生涯

### 利物浦
2014年6月5日，利物浦官方宣布原則上就簡恩轉會與利華古遜達成一致，轉會費金額為975萬鎊。2014年7月3日，簡恩正式加盟利物浦，並穿上23號球衣。

### 尤文图斯
2018年6月21日，尤文图斯俱乐部宣布与詹签约四年。

### 多特蒙德
2020年1月31日，詹租借加盟多特蒙德。2月19日，多特蒙德宣布以2600万欧元买断詹，他将身披27号球衣。

## 榮譽

### 俱樂部
尤文图斯
- 義大利甲組足球聯賽冠軍：2018-19賽季
- 義大利超級盃冠軍：2018年

 多特蒙德
- 德國盃冠軍：2021年[3]

## 外部連結
- Soccerway資料庫：埃姆雷·詹